# 日裔印尼人
印度尼西亞（印尼）和日本早在17世紀便已經有規模有限的經貿往來，到了19世紀更出現日本人大舉移民荷屬東印度的現象。至2013年10月，在印尼定居的日本國民共有19,612人，不過早期印尼日裔移民的後代（即「日系印尼人」或「印尼日系人」）卻未計算在內。

## 移民史
荷屬東印度公司利用日裔僱傭兵來鞏固其在馬魯古群島的統治的事蹟在德川幕府頒布鎖國政策之前便已經為人熟知。早期東印度群島的日裔居民當中，其中一個就是曾在1629年至1632年期間統治巴達維亞（今雅加達）的荷屬東印度總督雅克·斯貝克斯的女兒薩爾切·斯貝克斯。1898年荷屬東印度殖民政府的統計數據顯示在荷屬東印度定居的日本人共有614人，當中包括166男，448女。
在東印度群島的日裔居民人數上升之際，日本政府也於1909年在巴達維亞開設領事館，不過在領事館運作的頭幾年，領事館所進行的人口統計卻是比較隨意的。領事館的報告顯示，截至1909年，在巴達維亞定居，並已向領事館登記的日本移民共有782人（領事館還估計有400個在巴達維亞定居的日本移民還沒有登記），截至1910年在棉蘭定居的日本移民則有278人（包括57男，221女）。在約1872年至1940年期間，大批日本妓女（唐行小姐）曾經到東印度群島的妓院工作，而自1920年代後期以來，沖繩縣漁民也開始前往西里伯斯北部定居。美娜多曾經設有一所日本人小學，在1939年的時候該校收錄的學生有18人。1945年荷屬東印度日佔時期結束之後，大約有3000名大日本帝國陸軍士兵選擇留在印尼，和當地人民並肩戰鬥，在印度尼西亞獨立革命當中對抗荷蘭殖民者，後來其中三分之一的日裔士兵陣亡（很多陣亡的日裔士兵身後都在卡利峇塔烈士墓園安葬），另外三分之一的日裔士兵則在戰鬥結束後繼續留在印尼。
日本製造商（特別是電子產品製造商）自1970年代起便開始在印尼開設工廠，這掀起了新一股日本人移民潮，當時移居印尼的日本人主要是和大型日資公司有聯繫的管理人員和技術人員。很多在蘇拉威西島定居的日裔印尼人也在1990年代後期回流日本，並在日本從事水產加工業，他們當中大約有1200人在2004年便已經在茨城縣大洗町定居。另外，雖然很多日裔僑民在1998年因為黑色五月暴动和與之相關的政治亂局而逃出印尼，不過十年後日本人仍然是雅加達規模第二大的外籍社群，僅次於韓國人。

## 經濟及就業狀況
和東南亞地區其他日本人社群一樣，遲至一戰時期，荷屬東印度的日本人社群主要從事的行業也是賣淫業。這種色情行業的遺跡仍然可以在泗水一條位於古老的唐人街的街道——日本花街（Jalan Kembang Jepun）找到。雖然荷屬東印度已於1912年取締賣淫業，不過當地看來仍然有很多日裔婦女繼續秘密從事這門行業。然而，到了1930年代，當地日本人社群的集中從事的經濟活動已大有改變，變成農業、水產業和日本進口貨的經銷。 21世紀的日裔印尼人一般都是投資電器製造業的商人。

## 社會融合狀況
荷屬東印度殖民政府初時把當地的日本移民歸類為「外國東方人」，令他們在遷徙、居住地和就業這三方面受到限制；不過到了1898年，他們又被歸類為「榮譽歐洲人」，令他們在法律上和殖民統治者平等，也令他們擺脫上述的限制。雖然當地日本人在法律上和殖民者平等，不過本地人心目中對日本人的印象卻不算很好。第二次世界大戰印尼被日本佔領期間，很多日本軍官都迫當地婦女嫁給他們為妾。他們生下的孩子都在戰後時期成長，通常他們都會發現自己因為血統的關係而成為欺凌對象，也會因為政府招聘公務員時會優先取錄土著而受到官方歧視。
在雅加達的大威查雅中心（Grand Wijaya Center）和M棟商場，專為日本僑民服務的商店星羅棋布，比如餐廳、售賣進口食物產品的超市；另外M棟也以居酒屋林立而聞名。

## 通婚
在印尼居住並享有當地永久居留權的日本人共有759名，當中以與印尼男性通婚的日本女性居多。在峇里島，經當地日本領事館登記的日籍居民人數由1987年的43人上升至1995年的595人，再上升至2006年的1,755人和2010年的2,225人。領事館平均每年會接獲100宗婚姻登記個案，當中以日本女性和當地男性結婚的個案居多。領事館每年也會辦理10至12宗離婚申請。在日本女性和印尼男性通婚的個案當中，部分出嫁的日本女性在留學期間認識她們的丈夫，他們可能是在男方到日本留學期間結識，或者是在雙方在同一個英語國家（例如美國或澳洲）留學期間結識。。也有其他日本女性以遊客身分前往印尼（特別是峇里島），並在此認識她們的丈夫。日本是峇里島其中一個旅客來源大國，與印尼男性通婚，且在峇里島定居的日本女性也有很多；在1994年曾經有一名研究這個現象的學者粗略估計當時這類日本女性大約有400人。
到印尼旅行的日籍旅客當中，年輕的都市女性佔了一大部分；她們認為峇里是一個具有懷舊情調（而不是異國情調）的旅行目的地，會令人想起日本過去的景象，也能夠令她們回復「真正自我」，免受日本都市生活的壓抑。當中部分女性首先會到峇里島（特別是庫塔和烏布地區）旅行，然後又會重訪當地，最後會在多次到訪之後和當地男子結婚。有時這種旅行的形式是「浪漫旅遊」或「女性性旅遊」，在這些旅行當中，女性會和俗稱為「庫塔牛仔」（Kuta Cowboys）的男性性工作者發生關係。這些女性成婚之後，會以日語、印尼語和丈夫、子女和孫子女溝通，也有人會以英語和這些親屬溝通，但是這個情況比較少見。和夫家其他親屬溝通的時候，她們使用印尼語的頻率遠高於使用其他語言的頻率。

## 大眾文化
《雅加達新聞》是印尼唯一一份日文報章，由曾經於1981年至1986年期間擔任《每日新聞》雅加達支局局長的草野靖夫在1998年創立。草野在蘇哈托倒台後返回印尼，並發現被蘇哈托政權查禁的很多出版物都紛紛復刊，因此他便決定創辦一份報章，向日文讀者提供關於印尼民主進程，而且準確、深入的資訊。該報創刊初期每日發行量僅達50份，至2015年該報發行量已大幅增加到每日6500份。
1990年代列米·西拉多（Remy Sylado）所寫的連載小說《日本之花》（Kembang Jepun）以第二次世界大戰時期為背景，故事講述一個藝妓和她的印尼裔丈夫參加由蘇布里雅迪（Soeprijadi）領導的反日革命。這本小說是一部集中描寫日裔角色的印尼流行文化作品，並獲當地一家出版社在2003年完整出版。2007年蘭芳（Lan Fang）所寫的小說《日本花女》（Perempuan Kembang Jepun）的題材和《日本之花》相若，而且都由同一家出版社發行；故事以1940年代泗水日本花街為背景，講述一個前藝妓被一個爪哇商人調戲、利用，終於成為他的妾侍的故事。2014年印尼武術動作片《突擊死亡塔2：黑金任務》的故事也涉及到一個以雅加達為基地的日本黑幫。

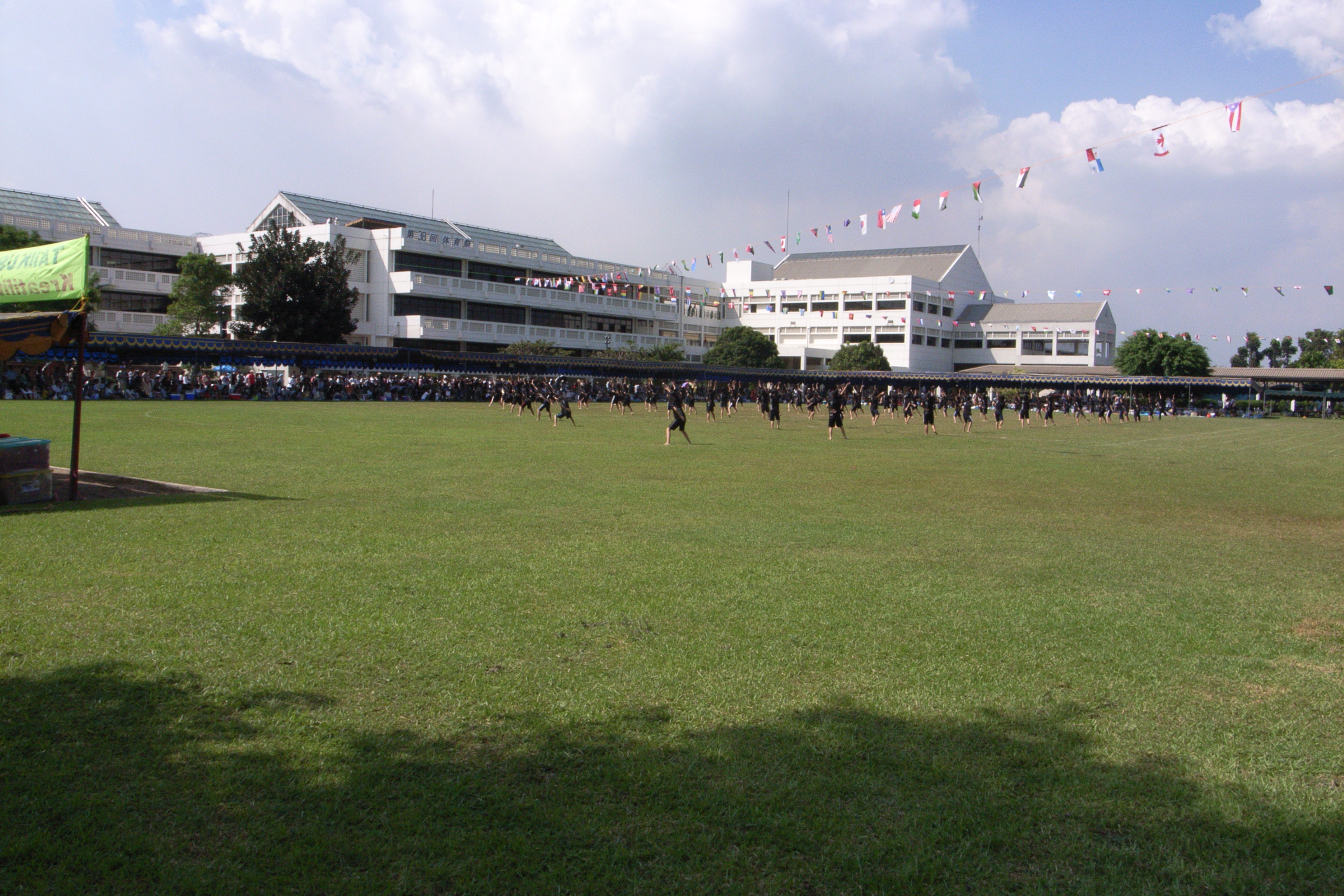
雅加達日本人學校

## 教育
印尼設有數所為日本人而設的學校，當中包括三所日本人學校（雅加達日本人學校、萬隆日本人學校及泗水日本人學校）和兩所補習授業校（峇里補習授業校及望加錫補習授業校）。棉蘭本來也有一所日本人日校，但已關閉。

## 註腳
1. 1 2  外務省（2022）.
2. 1 2 3  Damar 2005.
3. ↑  目黒（2005），第49頁.
4. 1 2  松尾（2004），第83頁.
5. ↑  Worrell 2012.
6. 1 2 3  Shiraishi & Shiraishi 1993，第8頁
7. ↑  Murayama 1993，第89頁
8. 1 2  Murayama 1993，第90頁
9. ↑  Yamazaki 2005.
10. 1 2  吹原（2007），第27頁.
11. ↑  畠山、保阪（2004），第676–677頁.
12. ↑  共同通信社（2008）.
13. 1 2 3  The Jakarta Post 2008.
14. ↑  目黒（2005），第50頁.
15. ↑  目黒（2005），第62頁.
16. 1 2  Hara 2009.
17. 1 2  Shiraishi & Shiraishi 1993，第9頁
18. ↑  Omar 2004.
19. ↑  吹原（2007），第28頁.
20. ↑  Hara 2008.
21. ↑  Toyota & Thang 2012，第346頁.
22. ↑  松尾（2004），第84頁.
23. ↑  鈴木（1997），第341頁.
24. ↑  Yamashita 2003，第87, 97頁.
25. ↑  Yamashita 2003，第94頁.
26. ↑  Toyota 2006，第171–172, 178頁.
27. ↑  The Jakarta Globe 2010.
28. ↑  Harvey 2002.
29. ↑  松尾（2004），第87頁.
30. ↑  Bina Komunika Asiatama.
31. ↑  Sidik 2009.
32. ↑  Sylado 2003.
33. ↑  Iwan 2007.
34. ↑  Lan Fang 2006.
35. ↑  Jenkins 2014.
36. ↑  外務省（2015b）.
37. ↑  文部科学省（2013）.

### 書目、論文、報告
- Murayama, Yoshitada. . Shiraishi, Saya; Shiraishi, Takashi  (编). . Southeast Asian Publications 3. Cornell University. 1993: 87–110. ISBN 978-0-87727-402-5.
- Shiraishi, Saya; Shiraishi, Takashi. . Shiraishi, Saya; Shiraishi, Takashi  (编). . Southeast Asian Publications 3. Cornell University. 1993: 1–20. ISBN 978-0-87727-402-5.
- Toyota, Mika. . Meethan, Kevin; Anderson, Alison; Miles, Steven  (编). . CAB International. 2006: 158–177. ISBN 978-0-85199-678-3.
- Toyota, Mika; Thang, Leng-Leng.  (PDF) 21. 2012  [2014-01-12]. （原始内容 (PDF)存档于2014-01-12）. |journal=被忽略 (帮助); |number=被忽略 (帮助)
- Yamashita, Shinji. . . Berghahn Books. 2003: 87–101. ISBN 978-1-57181-257-5.
- Yamazaki, Tomoko. Sumoto-Schwan, Yukiko; Schwan, Friedrich B. , 编. . München: Iudicium Verlag. 2005. ISBN 3-89129-406-9 （德语）.
- . . . . : : 341–355. 1997  [2016-07-18]. （原始内容存档于2019-05-22） （日语）.
- .  . . 2005. ISBN 978-4-87648-225-2 （日语）.
- ; .  . . 2004. ISBN 978-4-10-115522-7.
- .  (PDF). . 2007, 5: 21–36  [2016-07-20]. （原始内容存档 (PDF)于2013-08-10） （日语）.
- .  (PDF).  (). 2004, 13 (1): 83–99  [2016-07-20]. （原始内容存档 (PDF)于2020-10-08） （日语）.
- ,  (PDF), , 2005, (17): 49–78  [2007-08-11], （原始内容 (PDF)存档于2007-10-28） （日语）

### 新聞報道、網頁
- . The Jakarta Post. 2008-03-28  [2010-04-23]. （原始内容存档于2008-04-13）.
- Damar Harsanto. . The Jakarta Post (Jakarta). 2005-05-12  [2010-04-23]. （原始内容存档于2015-08-15）.
- Hara, Chisato. . The Jakarta Post. 2008-04-23  [2010-04-23]. （原始内容存档于2008-04-23）.
- Hara, Chisato. . The Jakarta Post. 2009-11-30  [2010-04-23]. （原始内容存档于2015-01-15）.
- Harvey, Claire. . The Jakarta Post (Denpasar). 2002-05-05  [2010-04-26]. （原始内容存档于2016-03-04）.
- Iwan Sulistiawan. . The Jakarta Post. 2007-02-20  [2011-04-20]. （原始内容存档于2016-03-04）.
- Jenkins, Mark. . The Washington Post. 2014-04-03  [2015-10-06]. （原始内容存档于2020-09-24）.
- . The Jakarta Globe. 2010-04-26  [2010-04-26]. （原始内容存档于2012-11-22）.
- Omar Prihandono. . The Jakarta Post. 2004-07-18  [2011-04-19]. （原始内容存档于2012-10-09）.
- Sidik Nugroho. . OkeZone. Media Nusantara Citra. 2009-06-29  [2011-04-20]. （原始内容存档于2014-01-20） （印度尼西亚语）.
- Worrell, Simon. . BBC News. 2012-06-23  [2012-06-23]. （原始内容存档于2017-12-07）.
- .  . 2008-01-19  [2010-04-21]. （原始内容存档于2009-01-19） （日语）.
- . : . 2022-02-24  [2022-03-24]. （原始内容存档于2020-04-14） （日语）.
- . : . 2013-08  [2016-07-20]. （原始内容存档于2015-01-14） （日语）.
- . . ジャカルタ: PT. Bina Komunika Asiatama.   [2015-08-15]. （原始内容存档于2021-03-25） （日语）.
- . : . 2015-12  [2016-07-20]. （原始内容存档于2020-08-13） （日语）.

## 延伸閱讀
- Yoshida, Masanori. . Adachi, Nobuko  (编). . Cambria Press. 2010: 237–262. ISBN 978-1-60497-686-1.
- Astuti, Meta Sekar Puji, , Yogyakarta: Ombak, 2008, ISBN 978-979-3472-83-6, OCLC 222248003 （印度尼西亚语）
- Lan Fang. . Gramedia Pustaka Utama. 2006. ISBN 978-979-22-2404-7. OCLC 79853543 （印度尼西亚语）.
- Sylado, Remy. . Gramedia Pustaka Utama. 2003. ISBN 978-979-22-0137-6. OCLC 66408790 （印度尼西亚语）.
- .  (PDF). . 2001-12: 1-11. （原始内容存档于2015-04-09） （日语）. |journal=被忽略 (帮助); |issue=被忽略 (帮助)
- .  . . 1983. ISBN 978-4-377-20609-8 （日语）.
- . ; ;  , 编.  . ゆまに書房. 2008. ISBN 978-4-8433-2749-4 （日语）.

## 外部連結
- （日語）《雅加達新聞 （页面存档备份，存于）》——總部位於雅加達的日文日報
- （日語）The Jakarta Japan Club （页面存档备份，存于）——印尼的日本人社團